# Alexis Vavin
Pour les articles homonymes, voir Vavin.
Alexis Vavin né le 12 septembre 1792 à Paris et mort le 4 décembre 1863 à Paris, est un homme politique français du XIXe siècle, élu député de Paris en 1839.

## Biographie

### Famille
Alexis Vavin est le fils d'Henry Vavin, architecte vérificateur des bâtiments de Monsieur, frère du roi, et expert du Sénat, et de Jeanne Victoire Lionnet. Il épouse Mlle Destors, fille de l'architecte et entrepreneur parisien Jean François Henry Destors et de Marguerite Alexandrine Jeanne d'Herbecq. Il est le père d'Hippolyte Vavin, conseiller référendaire à la Cour des comptes et trésorier-payeur général, et du manufacturier sucrier Paul Vavin. Sa fille a épousé, en 1879, l'illustrateur Crafty.

### Carrière professionnelle et politique

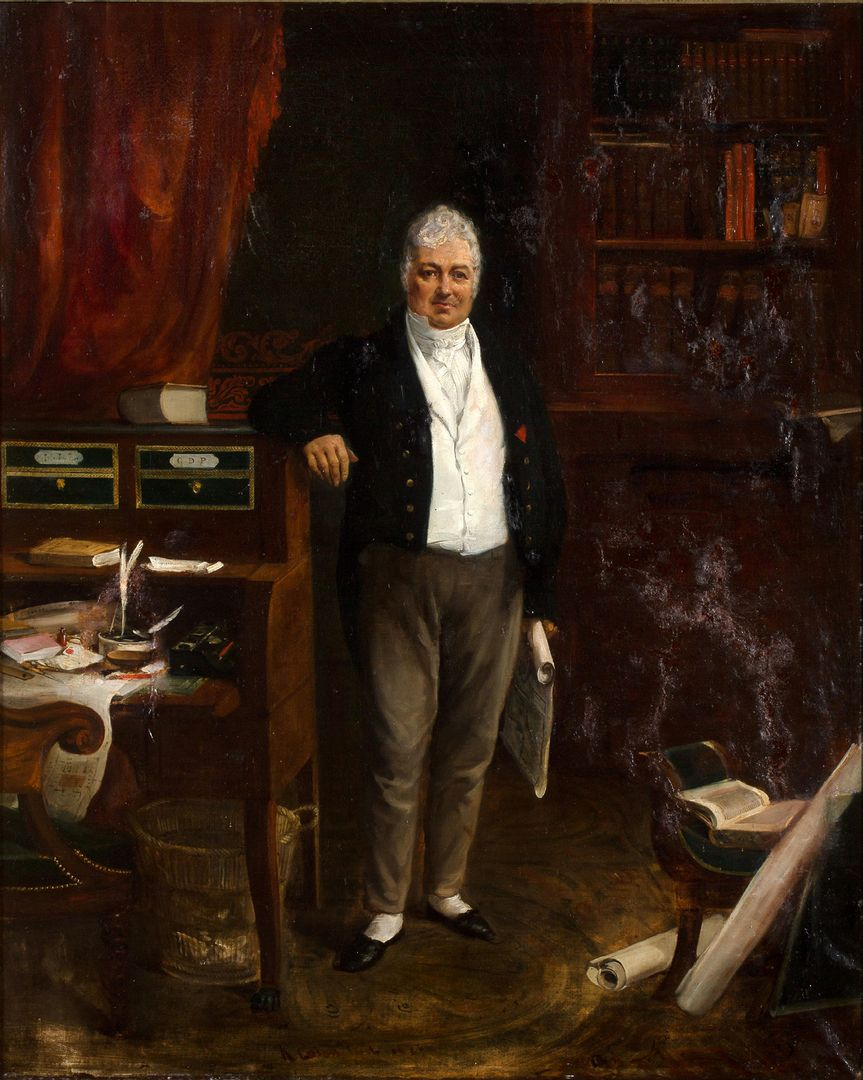
Portrait en pied d'Alexis Vavin

Après avoir suivi ses études de droit, Alexis Vavin a été notaire de 1822 à 1838. Il est promoteur de la Compagnie des chemins de fer de l'Ouest et de la gare Montparnasse. Riche propriétaire dans l'ancien 11e arrondissement, alors quartier du Luxembourg, de la Sorbonne et du Palais de Justice, il est élu député de Paris le 2 mars 1839 et vote dans les rangs de l'opposition libérale jusqu'en 1848. Le gouvernement provisoire le charge en mars 1848 de liquider l'ancienne liste civile de Louis-Philippe.
Réélu à l'Assemblée constituante, il siège à droite. Sympathisant de la cause polonaise, Alexis Vavin fait mettre à l'ordre du jour cette question en mai 1848. Réélu en 1849 à l'Assemblée législative il fait partie de la majorité monarchiste et s’oppose au coup d'État de Napoléon III. 
Il est inhumé au cimetière du Père-Lachaise (39e division).

## Hommages
La rue Vavin, l'avenue Vavin et la station de métro Vavin à Paris portent son nom.